# Ганс Мок
Йоганн "Ганс" Мок (нім. Johann "Hans" Mock, 9 грудня 1906, Відень — 22 травня 1982, там само) — австрійський футболіст, що грав на позиції півзахисника, зокрема, за клуб «Аустрія» (Відень), а також збірні Австрії і Німеччини.
Триразовий володар Кубка Австрії. Дворазовий володар Кубка Мітропи. 

## Клубна кар'єра
У футболі дебютував 1924 року виступами за команду «Ніколсон», в якій провів три сезони. 
1927 року перейшов до клубу «Аустрія» (Відень), за який відіграв 15 сезонів. За цей час двічі виборював титул володаря Кубка Мітропи. Завершив професійну кар'єру футболіста виступами за команду «Аустрія» (Відень) у 1942 році.

## Виступи за збірні
З 1929 по 1937 рік виступав у складі збірної Австрії, зігравши за цей час 12 матчів.
Після Аншлюсу Австрії гітлерівцями, 1938 року дебютував в офіційних матчах у складі національної збірної Німеччини. Протягом кар'єри у національній команді, яка тривала 5 років, провів у її формі 5 матчів.
У складі збірної Німеччини був учасником чемпіонату світу 1938 року у Франції, де зіграв в першому матчі проти Швейцарії (1-1).
Помер 22 травня 1982 року на 76-му році життя.

## Титули і досягнення
- Володар Кубка Австрії (3):

«Аустрія» (Відень): 1932-1933, 1934-1935, 1935-1936
- Володар Кубка Мітропи (2):

«Аустрія» (Відень): 1933, 1936
- Переможець Німецького гімнастичного і спортивного фестивалю (1):

Збірна Остмарк: 1938